# Ernest Etchi
Ernest Etchi-Oben (né le 4 juin 1975 à Buéa) est un footballeur international camerounais ayant participé à la Coupe d'Afrique des nations 1998 avec l'équipe du Cameroun.  Il a notamment disputé la Ligue des Champions en club avec le Racing Club de Lens.